# إيما هنتر
إيما هنتر هي ممثلة كندية، ولدت في عقد 1980.

## وصلات خارجية
- إيما هنتر على موقع IMDb (الإنجليزية)
- إيما هنتر على موقع قاعدة بيانات الفيلم (الإنجليزية)